# Патронат
Патрона́т — форма семейного устройства детей-сирот и детей, оставшихся без попечения родителей. Наряду с приёмной семьёй относится к возмездной опеке, которая предполагает получение финансовой помощи от государства. Патронат оформляется по специальному договору между органами опеки и попечительства (ООП) и родителями. Система патронатного воспитания позволяет устроить в семью детей, которых неохотно берут на усыновление — с проблемами по здоровью или имеющих братьев и сестёр.
Патронат регулируется региональным законодательством и на 2019 год существует в 28 регионах Российской Федерации.

## Особенности
Патронат является формой воспитания и оказания необходимой помощи детям-сиротам и детям, оставшимся без попечения родителей. В некоторых случаях этот термин используется по отношению к ребёнку, который находится в семьях с неблагоприятной обстановкой. Институт патронатной семьи является одной из форм замещающей формы опеки. Его основной целью является защита прав и интересов ребёнка, который по каким-либо причинам не может быть усыновлён.
Патронатное воспитание реализуется в ряде регионов России на базе перепрофилированных детских домов, которые становятся уполномоченными организациями ООП. В патронатную семью помещаются дети-сироты, дети, родители которых неизвестны, ограничены в родительских правах, или которые по состоянию здоровья не могут воспитывать ребёнка. Патронат регулируется специальным договором, который заключается между ООП и воспитателем. Обязательным условием договора является разграничение ответственности по защите прав и законных интересов ребёнка. Как и в приёмной семье, дети старше 10 лет должны дать своё согласие на помещение в патронатную семью.
В случае патронатного воспитания ребёнок сохраняет все права воспитанников государственных учреждений для детей-сирот и получает финансовую поддержку от государства, однако воспитательную роль принимает на себя принимающая семья. При этом родители являются профессиональными воспитателями и квалифицированными помощниками, которые получают заработную плату. Кандидаты в патронатные воспитатели посещают специальные занятия в полномочной службе, которые помогают им лучше понять поведение детей, подсказывают, что делать в трудных ситуациях. После принятия ребёнка в семью с патронатными воспитателями работают ООП.
Достоинством такой формы семейного устройства является гибкость, которая позволяет устроить в семью любого ребёнка: поскольку патронатные воспитатели становятся сотрудниками уполномоченной организации (детского дома), им идёт трудовой стаж, выплачивается небольшая зарплата и пособие на ребёнка, что немаловажно для многих семей. Но для большинства из патронатных воспитателей всё же главным подспорьем становится не материальная помощь, а поддержка специалистов — психологов, социальных педагогов, врачей, юристов. Социальные работники помогают семье с официальным устройством и предоставляют юридическую помощь.

### Виды патроната и права детей
Патронат бывает непрерывным и периодическим. В первом случае ребёнок временно находится в семье до окончательного решения вопроса об его опеке. Во втором — семья берёт ребёнка на выходные или праздничные дни, на срок от 1-2 дней до 3-х месяцев. Договор о патронатном воспитании устанавливает срок и условия формирования временной опеки над ребёнком. Люди, желающие стать патронатными воспитателями, должны пройти специальную подготовку. Патронатные воспитатели могут иметь одновременно от 1 до 4-х детей. Контакты ребёнка с кровной семьёй поощряются.
Находящийся на патронатном воспитании ребёнок имеет целый ряд прав:
- Право на социальное обеспечение.
- Имущественные права, такие как право собственности на жилое помещение или предоставление жилого помещения.
- Право на общение с родителями или другими кровными родственниками.
- Право на медицинское обслуживание и оказание лечебно-профилактической помощи.
- Право на дополнительную государственную помощь, так как находящиеся на патронатном воспитании дети сохраняют статус детей, оставшихся без попечения родителей.

### Другие формы замещающей семьи
Патронатная форма воспитания относится к социальному институту замещающей семьи, к которой относится любая семья, где ребёнка воспитывают не кровные родители. По правовому статусу замещающие се́мьи разделяются на профессиональные и непрофессиональные.
К профессиональным относятся семьи, родителям которых выплачивается заработная плата для заботы о ребёнке — это патронатная семья, приёмная семья, семейный центр, семейная воспитательная группа и детский дом семейного типа.
К непрофессиональным относятся семьи-усыновители — бессрочная форма принятия ребёнка, где замещающие родители наделяются такими же полномочиями, что и кровные. Другим видом является опекунская семья, в этом случае родители получают родительские права до совершеннолетия и пособие от государства.

## Ситуация в России

### История
В русском языке термин «патронат» является производным от латинского слова patronatus или «покровительство». В законодательстве Российской империи это понятие использовалось для обозначения воспитания детей-сирот в семьях. В то время существовало два похожих термина — «патронат» и «патронаж». Под первым понимались общие меры помощи гражданам с низким социальным статусом для обеспечения их перехода к трудовой жизни. «Патронажем» называли передачу воспитанника в семью для вскармливания на договорных основах, которые определялись губернскими управами и лицами, которые брали их на воспитание. В основном родителями становились бедные люди, для которых получение денег для воспитания ребёнка становилось единственным источником дохода.
В советский период патронат просуществовал несколько лет, однако во время правовых реформ 1960-х годов был окончательно убран из законодательства.
В России патронатная форма семейного устройства была впервые введена в середине 1990-х годов. Тогда на базе нескольких детских домов обустроили экспериментальные площадки, на которых происходил поиск и подбор патронатных семей для детей. Первой площадкой стал Детский дом № 19 города Москвы, руководителем которого в то время была общественный деятель Мария Терновская.

### Современность
Патронатное воспитание не введено в систему федерального законодательства и регулируется региональным законодательством. Поскольку не существует общепринятой трактовки, патронат может реализовываться сразу в нескольких направлениях:
- помещение ребёнка в семью (патронатное воспитание);
- оказание со стороны уполномоченного лица или организации необходимой помощи ребёнку, проживающему в кровной семье;
- социальная помощь ребёнку-сироте и ребёнку без попечения родителей.

Развитие формы патронатного воспитания в России необходимо рассматривать в контексте до и после вступления в силу Федерального закона «Об опеке и попечительстве» от 2008 года. Закон ввёл понятия «патронат» и «приёмная семья» в качестве форм возмездной опеки. Главным последствием акта стало признание патроната возмездной формой семейного устройства. До этого момента патронат считался платной формой предоставления воспитателям работы. Принятый закон не позволяет распределять полномочия по воспитанию ребёнка между ООП и родителями, однако именно разделение ответственности являлось одним из главных преимуществ патронатного устройства в семью. Таким образом, с 2008 года профессиональная служба регулирует только две функции: «выявление лиц, нуждающихся в установлении над ними опеки
или попечительства» и «подбор и подготовка граждан, желающих стать опекунами или попечителями». Соответственно, центры патронатного воспитания больше не сопровождают семью, и разница между приёмной семьёй и патронатным воспитанием стала только терминологической. С 2008 года патронатный воспитатель является опекуном ребёнка, то есть его законным представителем. До этого времени патронатный воспитатель не обладал по отношению к воспитаннику правами законного представителя (опекуна), ребёнок оставался воспитанником детского интернатного учреждения, а патронатный воспитатель являлся лишь воспитателем, заключившим с этим учреждением трудовой договор. Такой человек принимался на работу в детский дом, откуда взят ребёнок, в качестве воспитателя надомника, получал заработную плату.
Патронат не получил существенного развития в России: согласно данным 2016 года, патронатные семьи распространены только во Владимирской области и республике Башкортостан. В остальных субъектах Российской Федерации патронатная форма либо развита слабо, либо не представлена совсем. В 2016 году только 286 детей были приняты под патронат, в то время как 20 707 — в приёмные семьи. На 2019 год патронатное воспитание присутствует в 39 законах субъектов России, из которых только 28 являются действующими, а 11 — отменены из-за непопулярности.

## Зарубежный опыт фостерной семьи
Похожая система семейного устройства существует в Европе и США, и носит название фостерное воспитание, когда дети в сложных семейных ситуациях живут в специально подготовленных семьях. Как правило, дети помещаются в семью на время, родители должны предоставлять отчёты по воспитанию ребёнка, а органы опеки создают индивидуальный план на воспитание каждого, находящегося в фостерной семье. Благодаря подобному виду воспитания, в зарубежных странах отсутствуют детские дома. Для детей с психологическими, эмоциональными или физическими особенностями предполагается размещение в специальные семьи, где замещающие родители прошли специальную подготовку.

## Другие значения
То же, что и покровительство. Например, словосочетание «под патронатом / под патронатом кого» означает «под постоянным наблюдением, содействием и руководством». Таким образом, данное словосочетание может использоваться и в одном из значений словосочетания «под патронажем».